# Patricia Potigny
 (février 2017).
Si vous disposez d'ouvrages ou d'articles de référence ou si vous connaissez des sites web de qualité traitant du thème abordé ici, merci de compléter l'article en donnant les références utiles à sa vérifiabilité et en les liant à la section « Notes et références ».
Patricia Potigny, née le 7 septembre 1955 à Paris, est une femme politique belge wallonne, ex-membre du MR.
Le 18 mars 2019, elle annonce qu'elle quitte le MR et rallie les Listes Destexhe et ensuite Chez Nous.
Elle a été directrice d'un établissement scolaire du secondaire et est diplômée AESS en sciences chimiques.

## Fonctions politiques
- Conseillère provinciale du Hainaut de 2006 à 2015.
- Députée au Parlement de Wallonie et au Parlement de la Fédération Wallonie-Bruxelles depuis le 24 septembre 2015 en remplacement de Véronique Cornet, décédée.